# 流量穿透

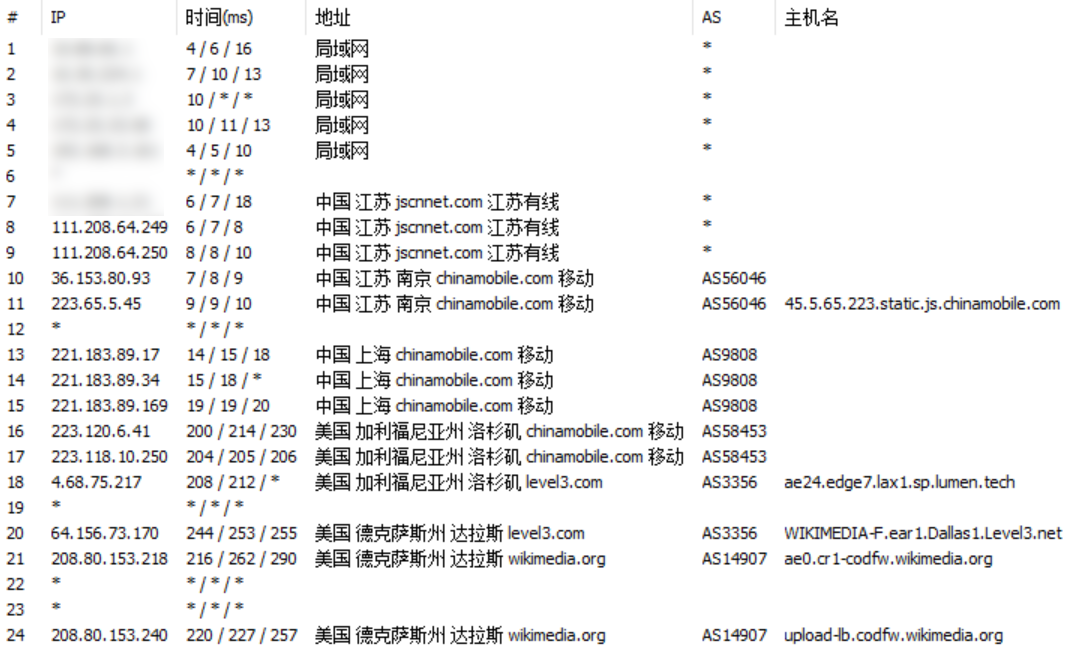
图为涉及流量穿透的Traceroute记录，江苏有线（无AS编号）通过接入中国移动江苏公司（AS56046）的机房（第10跳），而不是通过与中国移动骨干网（AS9808）直接建立网间互联的方式，得以利用中国移动的网络IP转接，进而实现连接国际互联网。

流量穿透又称透传，是指（规模较小的）网络运营商（ISP）不通过边界网关协议（BGP），而是通过接入原本是供互联网内容提供商（ICP）等使用的第三方机房并利用其带宽资源转发流量至其他（规模较大的）运营商的网络中，从而和别家运营商以及国际互联网实现连接的行为。

## 成因
流量穿透在中国大陆比较常见，这是由于中国电信和中国联通两家大型运营商拥有骨干网、網際網路中的绝大部分内容资源和国际出口，因此长城宽带、各地广电公司等中小型运营商必须与中国电信和中国联通互联互通方可接入互联网。中国电信和中国联通对中小型运营商收取高昂的网间结算费用（20万-100万元/Gbps/月），而对非运营商主体的带宽收取较低的费用（2万-3万元/Gbps/月），故存在套利空间。通过流量穿透，中小型运营商可以节约大量支出。
虽然中国移动有自己的骨干网和国际出口，但由于固网业务发展较晚，网内资源较少，其用户经常需要访问位于中国电信和中国联通网络中的内容资源，中国移动为此需向中国电信和中国联通以最高8万元/Gbps/月的价格单向支付网间结算费用（2020年7月起取消），因此中国移动也会进行流量穿透。
对于中国电信和中国联通等大型运营商，虽然流量穿透会损害自身利益，但是一些省市的分公司为了保持业务规模并达到业绩指标，并不会完全制止这种行为，甚至会有员工参与倒卖带宽。

## 缺陷
网络运营商流量穿透所用的机房不一定位于本地且时常在多个机房间进行切换，这会导致其用户获得的IP地址的地理位置和运营商信息与实际不符，造成用户无法获得本地化的信息，同时内容分发网络（CDN）、智能域名解析（DNS）等服务也无法根据用户的IP地址进行优化，影响访问效果，而频繁更换IP地址则可能会触发网站的风控机制导致账号被限制。大型运营商也时常会对流量穿透行为进行清理，期间会造成大量用户断网，一些正常的互联网内容提供商也受到波及，故流量穿透会给网络的稳定性带来隐患。

## 合规性
流量穿透行为存在合规性问题，中国工信部曾数次发文禁止流量穿透行为，但未能彻底制止。
- 2017年1月发布的《工业和信息化部关于清理规范互联网网络接入服务市场的通知》要求“IDC、ISP、CDN企业不得私自建设通信传输设施，不得使用无相应电信业务经营许可资质的单位或个人提供的网络基础设施和IP地址、带宽等网络接入资源”，同时“IDC、ISP企业不得将其获取的IP地址、带宽等网络接入资源转租给其他企业，用于经营IDC、ISP等业务”。[3]
- 2020年1月发布的《关于调整互联网骨干网网间结算政策的通知》要求网络运营商“不得使用第三方违规带宽资源进行网络互联”。[4]

《互联网周刊》认为，流量穿透实际上是中小型运营商面对大型运营商的垄断和不正当竞争所做出的反应，政府部门应该将网间结算费用下调至合理范围，而非一味制止流量穿透。

## 替代措施
鉴于流量穿透的合规性问题以及大型运营商对流量穿透的清理，中小型网络运营商还会通过以下方法来避免网间结算费用：
- 在网内建立缓存服务器来存储热门资源，当用户下载时时将地址从源服务器重定向到缓存服务器，然而由于缓存的文件并非官方资源，可能过时或不完整，用户下载后可能无法正常使用。另外经过传输层安全性协议（TLS）加密的流量难以被窃听和篡改，无法进行重定向；
- 在网内建立数据中心和内容分发网络并邀请互联网内容提供商入驻；
- 与网外的互联网内容提供商和互联网交换中心建立免费对等互联（英语：Peering）。